# Ulex
Ne doit pas être confondu avec Jonc ou Genêt.
Genre
Ulex, ou les ajoncs en langue vernaculaire, est un genre de plantes à fleurs dicotylédones de la famille des Fabaceae et de la sous-famille des Faboideae, originaire d'Europe occidentale et d'Afrique du Nord, qui compte une quinzaine d'espèces acceptées.
Il est parfois surnommé genêt épineux pour sa ressemblance visuelle avec le genêt, auquel il n'est toutefois pas apparenté.

## Étymologie
Le terme ajonc est une altération phonétique de jonc, par l'intermédiaire du mot régional du Berry « agon », désignant la plante. Ulex, désignait en latin un arbuste indéterminé, appartenant peut-être à la famille des Labiées. Il provient sans doute du grec ulê, signifiant broussaille.

## Distribution
En France, on trouve les espèces suivantes :
- Ulex breoganii (Castroviejo & Valdés) Castroviejo & Valdés, en Bretagne
- L'ajonc d'Europe (Ulex europaeus L.), arbuste épineux présent principalement sur le pourtour atlantique.
- L'ajonc de Le Gall (Ulex gallii Planchon)
- L'ajonc nain (Ulex minor Roth)
- L'ajonc de Provence (Ulex parviflorus Pourr.) est exclusivement méditerranéen et sa floraison est la plus précoce

## Description
L'ajonc est une plante épineuse à fleurs jaunes qui ne doit pas être confondue avec le genêt bien qu'il soit parfois appelé « genêt épineux ». Il se présente sous forme d'arbuste ou buisson entièrement épineux, sans feuilles (elles sont très petites et disparaissent très vite) et ses fleurs dégagent une odeur de noix de coco et de senteur des îles. Les épines très dures qui recouvrent cette plante mesurent jusqu'à 6,5 cm de long. Pour se protéger des prédateurs, de petits oiseaux passereaux nichent dans ces buissons piquants.

## Liste d'espèces
Selon The Plant List (12 juillet 2018) :
- Ulex argenteus Webb
- Ulex boivinii Webb
- Ulex borgiae Rivas Mart.
- Ulex breoganii (Castroviejo & Valdes-Bermejo) Castrovioejo & Valdes-Bermejo
- Ulex cantabricus Alvarez & al.
- Ulex densus Webb
- Ulex europaeus L.
- Ulex gallii Planch.
- Ulex genistoides Brot.
- Ulex micranthus Lange
- Ulex minor Roth
- Ulex parviflorus Pourr.
- Ulex salzmanni (Webb) Willk.

## Utilisation et spécificité

### En tant qu'aliment

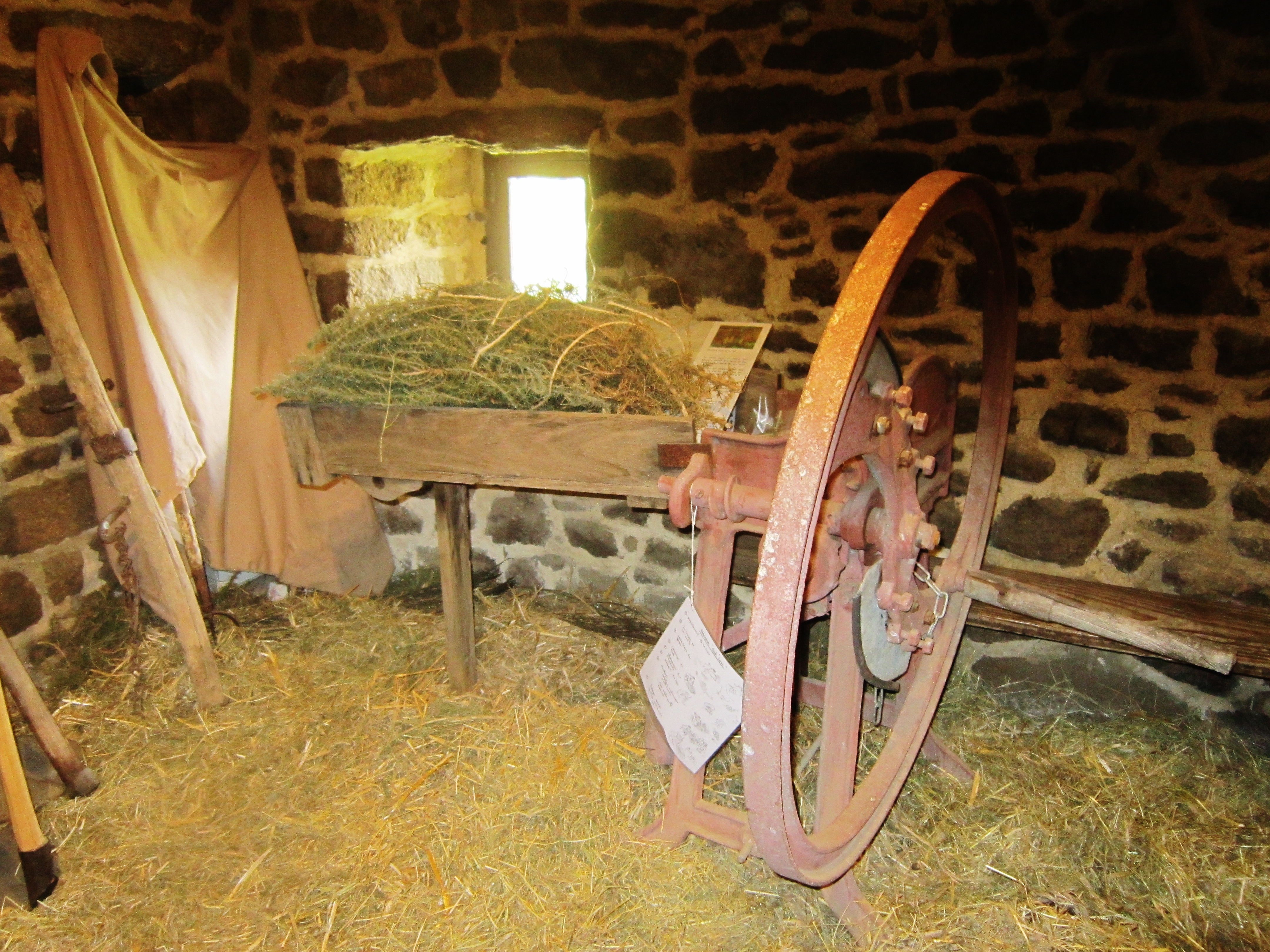
Écomusée de Saint-Dégan : hachoir à ajonc (pour nourrir les chevaux).

Les ajoncs sont comestibles et peuvent accompagner les salades, les thés et autres infusions.
Comme fourrage, l’ajonc possède une haute teneur en protéines, et peut être appréciable pour un bétail hivernal ne disposant que de peu d’autre matière végétale à absorber. Pour les bovins, il est convenable de le broyer au maillet, ou de le moudre dans un moulin à eau ou à vent afin d'obtenir une texture de type mousse ; il est également émincé et mixé avec la paille et la balle. Les fourrages d’ajonc peuvent — aussi bien par ses plus fines tiges brûlées — satisfaire certains poneys sauvages.
Une meule à broyer l'ajonc subsiste au village du Fao en Huelgoat (le premier modèle fut installé à Rosnoën par Théophile de Pompéry qui y possédait un domaine de 800 hectares).

### Combustible
Les arbustes d’ajoncs sont fortement inflammables, et furent utilisés dans certaines régions pour démarrer des feux pour les fours traditionnels. Sur l’île de Guernsey ainsi que les Îles Anglo-Normandes, plusieurs fermes fabriquaient des freins de bride en ajonc. L’excédent de cette plante était coupé, avec celui des fougères, séché et stocké pour l’alimentation de fours destinés à fonctionner avec ce carburant,.

### Bois
Le bois d’ajonc, étant non toxique, fut un matériau de coutellerie. Mais enclin à la déformation, et du fait de sa petite constitution, ce bois n’a pu être utilisé pour la construction, ceci malgré sa durabilité écologique. Les ornements de jardin en ajonc résistent aux intempéries ainsi qu’à la putréfaction de son composant.

### Médecine populaire
L’ajonc tient place sur la liste des 38 ingrédients de l’élixir dénommé fleur de Bach, cette boisson paramédicale soutenue pour ses effets sur la santé.

### Engrais
Les cendres sont utilisées comme engrais en Bretagne.

### Plante emblème
L’ajonc constitue l’écusson des clans Sinclair et MacLennan en Écosse. À rapprocher avec le genêt (planta genista), dont la dynastie Plantagenêt tire la racine onomastique.
La fleur de la plante, connue sous le nom de chorima en galicien, est considérée comme fleur de la nation galicienne en Espagne.
À la suite d'un vote des internautes, l'Institut culturel de Bretagne déclare le 10 décembre 2016 que l'ajonc est l'emblème de la Bretagne, à l'instar du trèfle pour l'Irlande ou du chardon pour l'Écosse.

### Calendrier républicain
L'ajonc voit son nom attribué au 16e jour du mois de frimaire du calendrier républicain ou révolutionnaire français, généralement chaque 6 décembre du calendrier grégorien.

### Légende
L’ajonc est aussi le fruit d’une légende : elles cacheraient dans leurs buissons, les âmes des repentants décédés. Sorte de “tombeau” maudit, les passants devraient songer à deux fois avant de se pencher sur ces feuillages.
Dans son œuvre La Légende de la mort en Basse-Bretagne paru en 1893, Anatole le Braz, écrivain breton, narre cette légende. Il consigne sur papier les paroles de grand-mères énoncées lors de veillées.